# Isomyia senomera
Isomyia senomera är en tvåvingeart som först beskrevs av Seguy 1949.  Isomyia senomera ingår i släktet Isomyia och familjen Rhiniidae. Inga underarter finns listade i Catalogue of Life.

## Bildgalleri

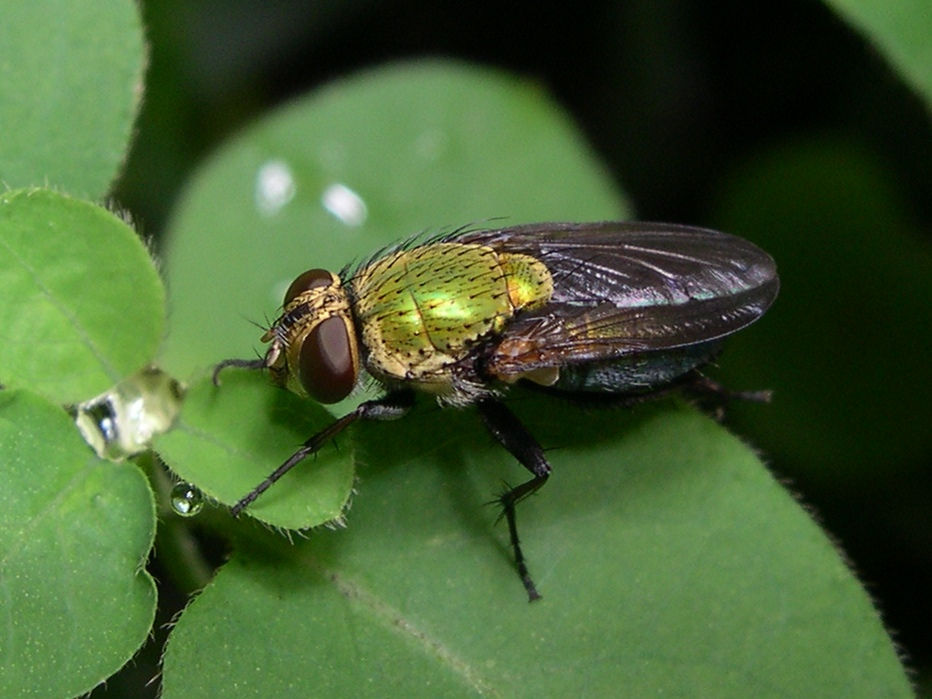
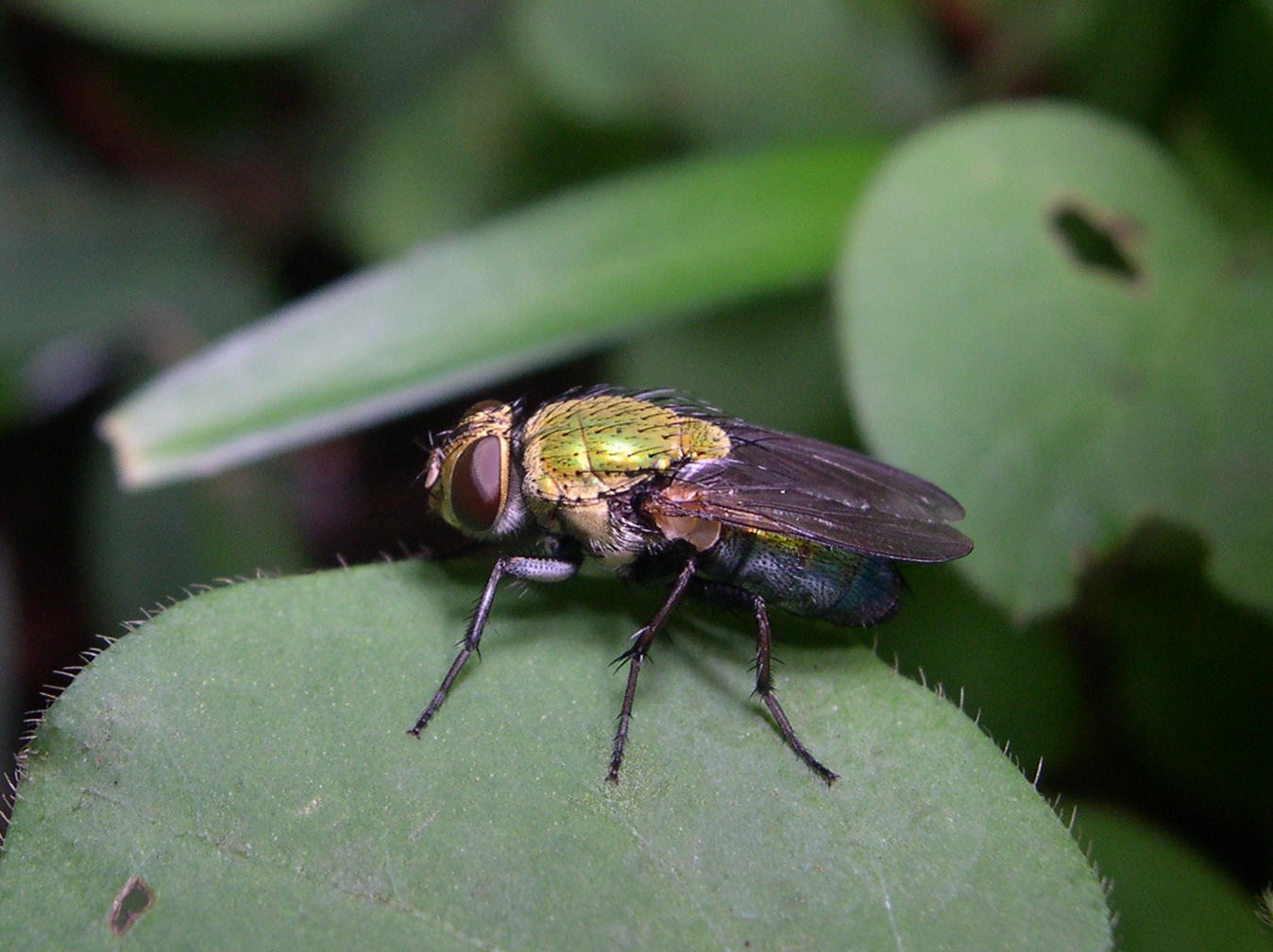
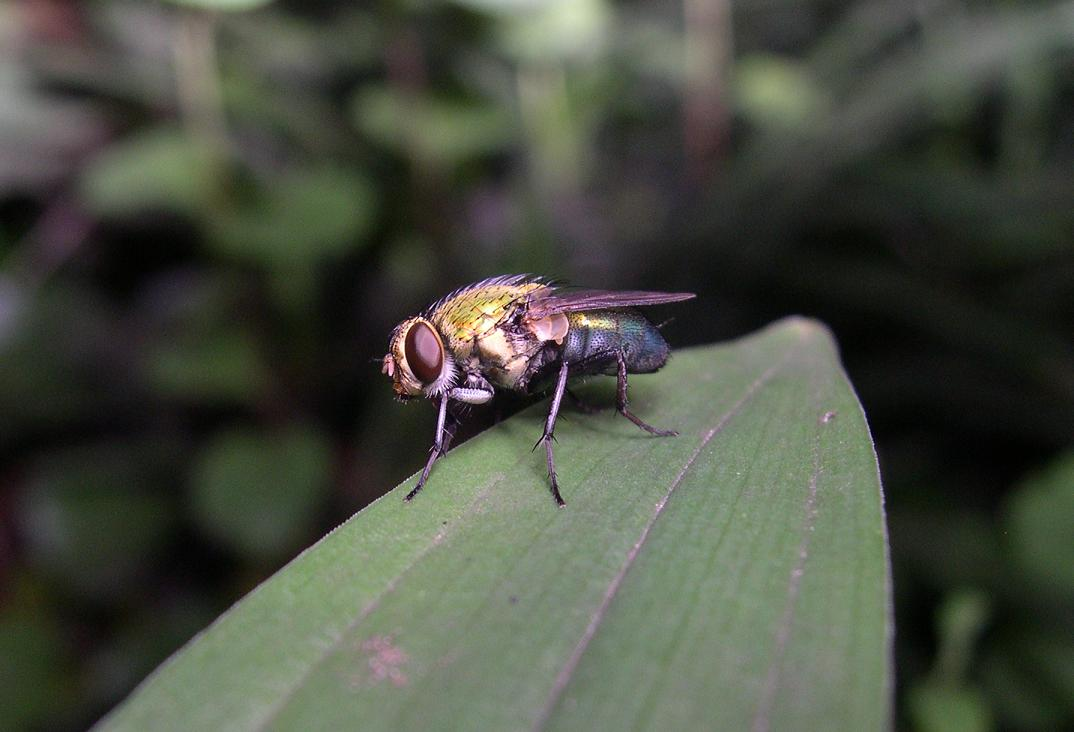